# Besonderes öffentliches Interesse
Im Strafgesetzbuch (Deutschland) (StGB) sind Delikte ausgewiesen, die außer auf Antrag auch bei Vorliegen eines besonderen öffentlichen Interesses verfolgt werden können. 
Das besondere öffentliche Interesse ersetzt das Antragserfordernis für zahlreiche Vergehen (siehe Liste unten).
Nach herrschender Ansicht ist das besondere öffentliche Interesse eine Beurteilungsfrage im Ermessen der Staatsanwaltschaft. Diese Ermessensentscheidung soll danach der Überprüfung durch das Gericht entzogen sein. Dem wird entgegnet, die Staatsanwaltschaft sei dann Herrin des Verfahrens, denn sie könnte noch in der Revisionsinstanz das besondere öffentliche Interesse bejahen oder auch verneinen, was zum Konflikt mit § 156 StPO führe. Die Ermessensentscheidung der Staatsanwaltschaft zum besonderen öffentlichen Interesse sei daher nach anderer Ansicht auf Ermessensfehler überprüfbar; entweder vom mit dem Strafverfahren befassten Gericht oder beispielsweise nach den Vorschriften der §§ 23 ff. EGGVG.
Jedenfalls sofern die Entscheidung der Staatsanwaltschaft frei von Willkür ist, ist die Beschränkung der Entscheidungsüberprüfung nach einem Beschluss des Bundesverfassungsgerichts von 1979 verfassungsgemäß.
Vom besonderen öffentlichen Interesse ist das (einfache) öffentliche Interesse an der Strafverfolgung zu unterscheiden. Das öffentliche Interesse veranlasst bei den Privatklagedelikten (§ 376 StPO) den Staatsanwalt zu Anklage. Eine Einstellung des Strafverfahrens nach § 153 StPO ist nur bei fehlendem öffentlichen Interesse möglich; ggf. kann es nach § 153a StPO durch Erfüllung einer Auflage, durch einen Täter-Opfer-Ausgleich, durch Wiedergutmachung, durch ein Aufbauseminar u. Ä. beseitigt werden.

## Betroffene Tatbestände im Strafgesetzbuch (Deutschland)
Paragraphen des StGB, die Bestimmungen zur Feststellung des besonderen öffentlichen Interesses beinhalten:
- § 182 Absatz 5 i. V. m. Absatz 3 StGB Sexueller Missbrauch von Jugendlichen (seit 2016 steht hier grundsätzlich Sexueller Übergriff in Tateinheit, der stets Offizialdelikt ist)
- § 183 StGB Exhibitionistische Handlungen
- § 184i StGB Sexuelle Belästigung
- § 184k StGB Verletzung des Intimbereichs durch Bildaufnahmen
- § 194 Absatz 1 Satz 3 und 4 StGB Strafantrag bei Gegen Personen des politischen Lebens gerichteter Beleidigung, übler Nachrede und Verleumdung  (§ 188) sowie Verhetzender Beleidigung (§ 192a) (bei beiden aber Widerspruchsrecht des Beleidigten)
- § 205 Absatz 1 Satz 2 StGB Strafantrag bei § 201a Verletzung des höchstpersönlichen Lebensbereichs und von Persönlichkeitsrechten durch Bildaufnahmen, § 202a Ausspähen von Daten, § 202b Abfangen von Daten, § 202d Datenhehlerei
- § 230 StGB Strafantrag bei einfacher vorsätzlicher (§ 223 StGB) oder fahrlässiger (§ 229 StGB) Körperverletzung
- § 235 StGB Entziehung Minderjähriger
- § 248a StGB sowie auf diesen verweisende Bestimmungen, siehe Geringwertige Sache
- § 301 StGB Strafantrag bei § 299 StGB Bestechlichkeit und Bestechung im geschäftlichen Verkehr
- § 303c StGB Strafantrag bei § 303 StGB Sachbeschädigung, § 303a StGB Datenveränderung und § 303b StGB Computersabotage